# موسی بارو
موسی بارو (انگلیسی: Musa Barrow؛ زادهٔ ۱۴ نوامبر ۱۹۹۸) بازیکن فوتبال اهل گامبیا است که برای باشگاه التعاون بازی می‌کند.

وی همچنین در تیم‌های ملی فوتبال گامبیا بازی کرده‌است.